# Bardo Gauly
Bardo Maria Gauly (* 19. Juli 1957 in Karlsruhe) ist ein deutscher Klassischer Philologe (Latinist).

## Leben
Gauly studierte von 1977 bis 1984 Klassische Philologie und Katholische Theologie an den Universitäten zu Freiburg und Tübingen. Nach dem Staatsexamen arbeitete er zunächst als Wissenschaftlicher Angestellter an der Universität Tübingen, ab 1986 an der Universität Kiel. Hier wurde er 1990 bei Konrad Heldmann mit einer Dissertation über Ovids Liebesdichtung promoviert (Liebeserfahrungen: Zur Rolle des elegischen Ich in Ovids Amores). Seine Habilitation erfolgte 2003 ebenfalls in Kiel mit einer Schrift über Senecas Naturales quaestiones. Im Wintersemester 2004/2005 vertrat er einen Lehrstuhl für Klassische Philologie an der Universität Hamburg. Von 2007 bis 2023 war er W3-Professor für Klassische Philologie (Latinistik) an der Katholischen Universität Eichstätt. 
Zusammen mit Alexander Arweiler und Jan Stenger gibt er die „Bibliothek der lateinischen Literatur der Spätantike“ heraus.

## Veröffentlichungen (Auswahl)
- Liebeserfahrungen: Zur Rolle des elegischen Ich in Ovids Amores. (Studien zur Klassischen Philologie, Band 48). Peter Lang, Frankfurt am Main, Bern, New York, Paris 1990. (= Diss. Kiel 1990)
- u. a. (Hrsg.): Musa tragica. Die griechische Tragödie von Thespis bis Ezechiel. Ausgewählte Zeugnisse und Fragmente griechisch und deutsch (= Studienhefte zur Altertumswissenschaft 16). Vandenhoeck & Ruprecht, Göttingen 1991, ISBN 3-525-25750-3.
- Senecas Naturales quaestiones. Naturphilosophie für die römische Kaiserzeit. (Zetemata, Heft 122). C. H: Beck, München 2004 (Habil.-Schrift, Kiel 2003)